# Varada Sethu
 (juin 2025).
La mise en forme du texte ne suit pas les recommandations de Wikipédia : il faut le « wikifier ».
Les points d'amélioration suivants sont les cas les plus fréquents. Le détail des points à revoir est peut-être précisé sur la page de discussion.
- Les titres sont pré-formatés par le logiciel. Ils ne sont ni en capitales, ni en gras.
- Le texte ne doit pas être écrit en capitales (les noms de famille non plus), ni en gras, ni en italique, ni en « petit »…
- Le gras n'est utilisé que pour surligner le titre de l'article dans l'introduction, une seule fois.
- L'italique est rarement utilisé : mots en langue étrangère, titres d'œuvres, noms de bateaux, etc.
- Les citations ne sont pas en italique mais en corps de texte normal. Elles sont entourées par des guillemets français : « et ».
- Les listes à puces sont à éviter, des paragraphes rédigés étant largement préférés. Les tableaux sont à réserver à la présentation de données structurées (résultats, etc.).
- Les appels de note de bas de page (petits chiffres en exposant, introduits par l'outil «  Source ») sont à placer entre la fin de phrase et le point final[comme ça].
- Les liens internes (vers d'autres articles de Wikipédia) sont à choisir avec parcimonie. Créez des liens vers des articles approfondissant le sujet. Les termes génériques sans rapport avec le sujet sont à éviter, ainsi que les répétitions de liens vers un même terme.
- Les liens externes sont à placer uniquement dans une section « Liens externes », à la fin de l'article. Ces liens sont à choisir avec parcimonie suivant les règles définies. Si un lien sert de source à l'article, son insertion dans le texte est à faire par les notes de bas de page.
- La présentation des références doit suivre les conventions bibliographiques. Il est recommandé d'utiliser les modèles {{Ouvrage}}, {{Chapitre}}, {{Article}}, {{Lien web}} et/ou {{Bibliographie}}. Le mode d'édition visuel peut mettre en forme automatiquement les références.
- Insérer une infobox (cadre d'informations à droite) n'est pas obligatoire pour parachever la mise en page.

Pour une aide détaillée, merci de consulter Aide:Wikification.
Si vous pensez que ces points ont été résolus, vous pouvez retirer ce bandeau et améliorer la mise en forme d'un autre article.
Varada Sethu, née Varada Sethumadhavan le 12 mai 1992, est une actrice anglo-indienne.
Elle est connue pour avoir joué le sergent Mishal Ali dans la série télévisée de la BBC Hard Sun (2018), Cinta Kaz dans la série Star Wars Andor sur Disney+ (2022-2025) et Belinda Chandra dans la co-production BBC-Disney+ Doctor Who (2025-Présent). En 2010, Varada a remporté le concours beauté Miss Newcastle.

## Biographie

### Jeunesse
Varada et sa sœur jumelle, Abhaya, sont nées au Kerala, en Inde et descendent des Malayalis,. Les parents de Varada sont tous deux médecins. Ayant déménagé dans le nord-est de l'Angleterre à un jeune âge, elle a grandi à Benton, dans le Tyne and Wear, près de Newcastle upon Tyne. Varada a fréquenté Dame Allan's Schools et était membre du National Youth Theatre. Au cours de sa dernière année au lycée, Varada a remporté le concours Miss Newcastle en 2010. Elle a ensuite étudié la médecine vétérinaire à l'Université de Bristol, passant plus tard à la physiologie. Varada dit à la fois maîtriser le Bharatanatyam et le Mohiniyattam depuis le plus jeune âge, et a poursuivi ses études d'acting à l'Identity School of Acting à Londres,.

### Carrière
En 2010, Varada a fait sa première apparition à l'écran dans le court métrage Impressions en tant que Samena. En 2011, elle a décroché le rôle de Kiran dans le long métrage Sket, le choc du ghetto, puis comme Meghana Scariah dans English: An Autumn in London en 2012. En 2015, elle a fait une apparition dans la série télévisée Doctors en tant que PC Kylie Green.
Sa carrière s'est poursuivie en 2016 apparaissant sous le nom de Peaseblossom dans une version télévisée de A Midsummer Night's Dream. Toujours en 2016, Varada a joué aux côtés de Michael Caine et Daniel Radcliffe dans Insaisissables 2 et comme une infirmière indienne dans New Blood.
En 2017, Varada a joué le rôle d'Aisha dans 2 épisodes de Doctor Foster. En 2018, elle a joué le rôle de DS Mishal Ali dans la série télévisée apocalyptique de la BBC, Hard Sun. En 2019, Varada a joué en tant que personnage régulier dans la saison 7 de Strike Back: Revolution, en tant que Lance Corporal Manisha Chetri de l'armée britannique,. À partir de 2022, elle a interprété la rebelle Cinta Kaz dans la série Star Wars Andor sur Disney+.
Le 12 avril 2024, il est annoncé que Varada Sethu jouerait la compagne Belinda Chandra aux côtés du Quinzième Docteur (Ncuti Gatwa) et Ruby Sunday (Millie Gibson) au cours de la saison 2 de Doctor Who en 2025,,. Mais avant cela, elle est apparue pour la première fois dans l'épisode BOUM de la saison 1 de Doctor Who en 2024 en tant que Mundy Flynn.

## Filmographie

### Cinéma
| Année | Titre                             | Rôle                   |
| ----- | --------------------------------- | ---------------------- |
| 2010  | Impressions (court-métrage)       | Sameena                |
| 2011  | Sket                              | Kiran                  |
| 2012  | English: An Autumn in London      | Meghana Scariah        |
| 2016  | A Midsummer Night's Dream         | Peaseblossom           |
| 2016  | Insaisissables 2                  | Assistante de Tressler |
| 2018  | Special Delivery (court-métrage)  | Parminder              |
| 2020  | Bad News (court-métrage)          | Mindi                  |
| 2022  | Jurassic World : Le Monde d'après | Shira                  |
| 2022  | I Came By                         | Naserine 'Naz' Raheem  |

### Séries télévisées
| Année        | Titre                   | Rôle                                                 | Notes                        |
| ------------ | ----------------------- | ---------------------------------------------------- | ---------------------------- |
| 2015         | Doctors                 | Agent Kylie Green                                    | 1 épisode                    |
| 2016         | New Blood               | Infirmière Indienne                                  | 3 épisodes                   |
| 2017         | Doctor Foster           | Aisha                                                | 2 épisodes,                  |
| 2018         | Hard Sun                | Sergent Mishal Ali                                   | 6 épisodes                   |
| 2019         | Strike Back: Revolution | Lance Corporal Manisha Chetri de l'armée britannique | 10 épisodes                  |
| 2019         | Hanna                   | Analyste McArthur de la CIA                          | 2 épisodes                   |
| 2020         | Strike Back: Vendetta   | Lance Corporal Manisha Chetri de l'armée britannique | 9 épisodes                   |
| 2022-2025    | Andor                   | Cinta Kaz                                            | 10 épisodes (rôle principal) |
| 2023-Présent | Annika                  | Sergent Harper Weston                                | 4 épisodes                   |
| 2024         | Doctor Who              | Mundy Flynn                                          | Saison 1 - BOUM (guest)      |
| 2025         | Doctor Who              | Belinda Chandra                                      | Saison 2 (rôle principal)    |